# ستورمي دانيالز
ستورمي دانيالز (بالإنجليزية: Stormy Daniels) (الاسم عند الولادة: ستيفاني أ. غريغوري؛ ولدت في 17 مارس 1979)، والمعروفة مهنيًا باسم ستورمي دانيلز، هي ممثلة ومخرجة أفلام إباحية أمريكية وراقصة سابقة. حصلت على العديد من الجوائز في صناعة الأفلام الإباحية، وهي عضو في عدد من القاعات الفخرية، منها قاعة مشاهير "نايت موفز"، وقاعة مشاهير AVN، وقاعة مشاهير XRCO، وقاعة مشاهير "فانيتي فير". وفي عام 2009، دفعتها حملة سياسية إلى التفكير في الترشح ضد السيناتور ديفيد فيتر في انتخابات مجلس الشيوخ لعام 2010 في ولايتها الأم لويزيانا.
أصبحت دانيالز محور نزاع قانوني مع الرئيس الأمريكي دونالد ترامب في عام 2018، بعدما دفع لها محاميه مايكل كوهين مبلغ 130 ألف دولار كـ"أموال صمت" لإسكاتها بشأن علاقة قالت إنها جمعتها بترامب في عام 2006. أنكر ترامب تلك العلاقة واتهمها بالكذب. وقد وُجّهت إليه لاحقًا 34 تهمة جنائية بتزوير سجلات تجارية لإخفاء تلك المدفوعات، وأُدين في 30 مايو 2024.

## مسيرتها
بدأت ستورمي مسيرتها كراقصة تعري وهي بسن 17 عاماً في مدينة باتون روج بولاية لويزيانا، واختارت اسمها الفني لحبها بفرقة موتلي كرو والذي قام نيكي سيكس وهو عازف غيتار البيس بتسمية ابنته باسم «ستورم».

## وصلات خارجية
- ستورمي دانيالز على موقع IMDb (الإنجليزية)
- ستورمي دانيالز على موقع الموسوعة البريطانية (الإنجليزية)
- ستورمي دانيالز على موقع روتن توميتوز (الإنجليزية)
- ستورمي دانيالز على موقع ألو سيني (الفرنسية)
- ستورمي دانيالز على موقع أول موفي (الإنجليزية)
- ستورمي دانيالز على موقع إن إن دي بي (الإنجليزية)
- ستورمي دانيالز على موقع قاعدة بيانات الفيلم (الإنجليزية)
- ستورمي دانيالز على موقع ليتربوكسد (الإنجليزية)
- ستورمي دانيالز على موقع كينوبويسك (الروسية)